# حادث قطار محطة مصر 2019
في صباح يوم 27 فبراير/شباط 2019؛ وقع حادث قطار محطة مصر في القاهرة، مصر. أسفر الحادث عن وفاة 21 شخصًا وإصابة 52 آخرين.

## الحادث
في صباح يوم 27 فبراير 2019، اصطدم جرار القطار (2302) بالحاجز الخرساني لنهاية رصيف رقم 6 بمحطة رمسيس بالقاهرة، متسبباً في حدوث انفجار وحريق كبير أودى بحياة 21 شخصًا وإصابة 52 آخرين. أظهرت تسجيلات المراقبة دخول جرار القطار (2302) بسرعة هائلة في النهاية الخرسانية للمحطة متسببًا في انفجار خزان الوقود. وأظهرت التسجيلات أيضاً أن الواقعة نتجت عن مشاجرة بين سائق القطار (2302) وسائق قطار آخر أثناء التحويلة في حوش المحطة، بسبب وقوع احتكاك بين الجرارين خلال الخروج من المحطة، ترك على إثرها سائق القطار (2302) الجرار ليتحرك بعدها قطاره بسرعة نحو المحطة. لاحقاً أذيع حوار مباشر مع سائق القطار بعد القبض عليه أقر فيه بالواقعة.

## ردود الفعل

### المحلية
بعد ساعات قليلة من الحادث أعلن مجلس الوزراء قبول استقالة وزير النقل هشام عرفات على خلفية الحادث. في حين علق رئيس الوزراء المصري مصطفى مدبولي على الحادث قائلا: «إنّ الحكومة وجهت بضرورة تشكيل لجنة فنية على أعلى درجة بجانب التحقيقات التي ستجريها النيابة، بهدف تحديد المسؤول ومحاسبة أي مخطئ حساب عسير.» فيمَا أعلن مجلس الوزراء بأنه سيتم دفع 80 ألف جنيه (حوالي 4000 دولار أمريكي) لكل حالة وفاة أو عجز كلي، غير صرف 25 ألف جنيه لكل مصاب من مصابي هذا الحادث.

### الدولية
- السعودية: بعث الملك سلمان رسالة عزاء ومواساة للرئيس السيسي على خلفية حادث قطار محطة رمسيس.[11]
- الأردن: بعث الملك عبد الله الثاني برقية للرئيس السيسي على خلفية حادث قطار محطة رمسيس.[12]

## وصلات خارجية
- حريق محطة مصر في حادث قطار رمسيس عشرات القتلى والجرحى
- أحد الناجين من حادث قطار محطة رمسيس اليوم يروي تفاصيل الحادث
- شهود عيان من حادث حريق قطار رمسيس